# Aero (Unternehmen)
Aero Vodochody Aerospace a.s. (Eigenschreibweise AERO bzw. AEROSPACE) ist ein tschechischer Flugzeugbauer, der außerdem Motorradbeiwagen, Holzaufbauten für Personen- und Lieferwagen und ab 1929 auch Automobile herstellte. Das tschechoslowakische Unternehmen wurde am 10. Januar 1919 unter dem Namen Aero, továrna letadel Dr. Kabeš in Prag-Holešovice gegründet. Die Produktion in der neugebauten Fabrik in Prag-Vysočany begann 1923.

## Aero Vodochody

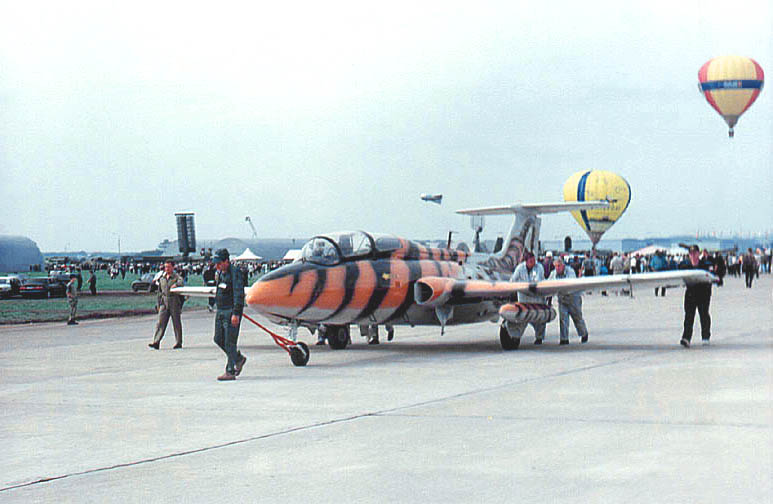
Schulflugzeug L-29 Delfín

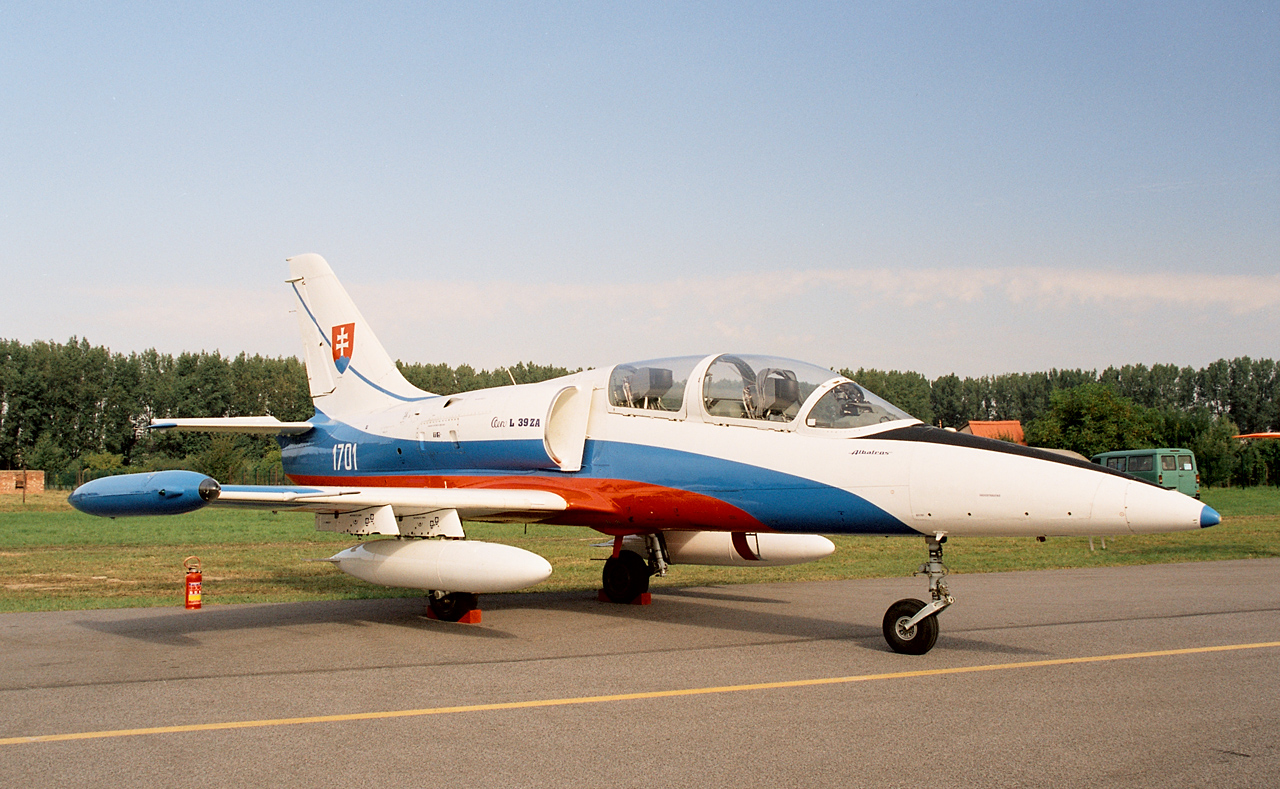
Schulflugzeug L-39 Albatros

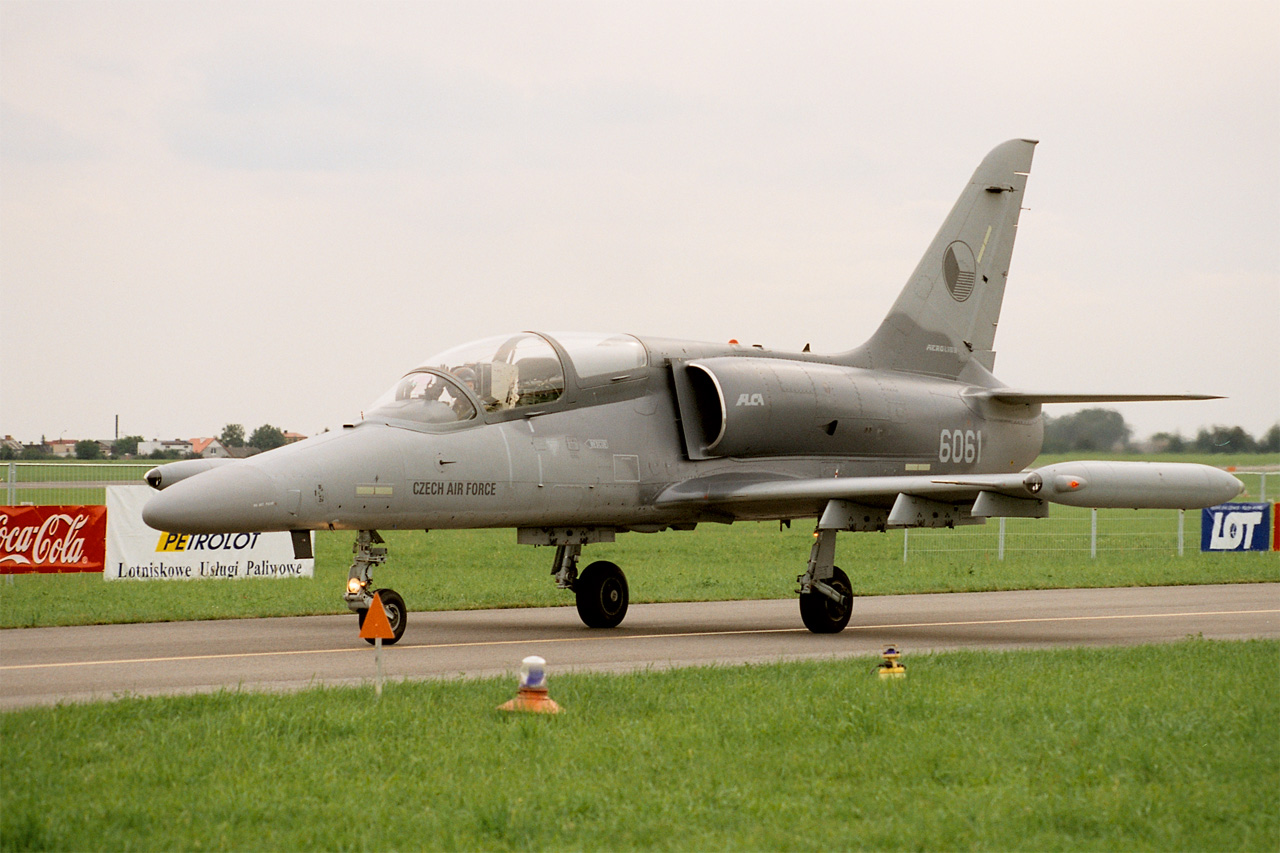
Erdkampfflugzeug Aero L-159

Aero Vodochody ist der größte Hersteller militärischer Schulflugzeuge der Welt. In der Vergangenheit wurden überwiegend Flugzeuge für den militärischen Bedarf entwickelt und gebaut, von leichten Beobachtungsflugzeugen bis zu zweimotorigen Bombern. Der erste Typ war ein Nachbau eines österreichischen Phönix-Doppeldeckers, der der deutschen Hansa-Brandenburg B.I (entwickelt von Ernst Heinkel) nachempfunden war und 1919 – leicht modifiziert – als Aero Ae-01 erschien. Auf seiner Basis wurden später mehrere Typen der 1600-kg-Klasse weiterentwickelt, unter anderem die erfolgreichen, in über 400 Exemplaren gebauten Typen A-11 und A-12.
1920 erschien die erste eigene Konstruktion, das einmotorige Doppeldecker-Jagdflugzeug Aero Ae-02. Zur Serienfertigung kam es zunächst nicht, das Muster diente aber später als Ausgangsmodell für einige Konstruktionen der 1000-kg-Klasse. Bis 1938 entwickelte Aero 38 verschiedene Flugzeugtypen, von denen 25 in die Produktion gingen. Die meisten waren militärisch, doch gab es auch zivile Flugzeuge wie die ab 1929 gebaute Aero A-38. Ab 1925 wurde das englische Verkehrsflugzeug De Havilland DH.50 und ab 1935 der französische Bomber MB-200 in Lizenz gebaut. Die Kampfflugzeuge A-11 und A-32 wurden ab 1924 beziehungsweise ab 1927 nach Finnland exportiert.
Nach der Okkupation der ČSR 1939 produzierte das Werk Aero unter deutscher Aufsicht hauptsächlich die Siebel Si 204 sowie eine Zeit lang die Lizenzversion der sowjetischen Tupolew SB-2 (B-71), deren Baurechte die tschechoslowakische Regierung 1938 noch vor der Besetzung erworben hatte.
Nach dem Zweiten Weltkrieg baute das Werk noch bis 1949 die Si-204 unter der Bezeichnung C-3 für die tschechoslowakischen Streitkräfte weiter. Der erste eigene Typ nach der Befreiung war das zweimotorige Reiseflugzeug Aero Ae-45 von 1947, das in über 500 Exemplaren hergestellt wurde. 1954 begann bei Aero der Lizenzbau der sowjetischen MiG-15.
In der ČSSR wurde der größte Teil der Luftfahrtindustrie des Landes mit den meisten Flugzeug- und Motorenherstellern sowie Zulieferbetrieben zu einem als VHJ Aero-Československé Letecké Podniky bezeichneten Trust zusammengeschlossen. Das betraf neben den beiden Aero-Werken in Vodochody und Letňany auch LET in Kunovice, Letov, ebenfalls Letňany und Moravan in Otrokovice. Auch der Triebwerkshersteller Motorlet in Jinonice sowie das Aeronautische Prüf- und Forschungsinstitut gehörten zum Aero-Trust, dessen Generaldirektion ihren Sitz in Letňany hatte. Anfang der 1970er Jahre waren in dem Zusammenschluss 30.000 Mitarbeiter beschäftigt, davon etwa 10 % in der Forschung.
1959 entwickelte Aero für das Militär den Strahltrainer L-29 Delfin, den der gesamte Warschauer Pakt (außer Polen) einsetzte. Auch „befreundete“ Staaten wurden beliefert. Von der Weiterentwicklung L-39 Albatros wurden ab 1971 über 2.800 Stück gebaut. Sein Nachfolger L-159 ALCA (Advanced Light Combat Aircraft) wird zurzeit (2004) weltweit angeboten.
Nach dem Ende des Sozialismus verlor das Unternehmen einen Großteil seines Absatzmarkts im ehemaligen Ostblock. Für einige Jahre kam es zur Zusammenarbeit mit Boeing, was jedoch den Absatz der Flugzeuge nur unbedeutend erhöhte. Daher entschied die tschechische Regierung 2004, den Anteil von Boeing an Aero zurückzukaufen. 
Im Oktober 2006 beschloss die Regierung Topolánek, die bis dahin im Staatsbesitz befindliche Aktiengesellschaft Aero Vodochody a. s. inklusive Flugplatz und der Immobilie an die tschechisch-slowakische Investorengruppe Penta Investments zu verkaufen.
Eine Partnerschaft besteht mit der Sikorsky Aircraft Corporation, für die Aero Teile des Helikopters Sikorsky S-76 produziert. Für Alenia Aeronautica stellt Aero gegenwärtig Mittelflügel des C-27 Spartan her. Zuletzt gab Aero gemeinsam mit Israel die Entwicklung des Kampfflugzeugs F/A-259 Striker bekannt, eine Weiterentwicklung des L-159.
Der Sitz des Unternehmens mit eigenem Flugplatz (10/28) befindet sich 15 Kilometer nördlich von Prag zwischen Odolena Voda, Panenský Týnec und Vodochody im Okres Praha-východ an der Autobahn D8.
Koordinaten: 50° 13′ 12″ N, 14° 24′ 14″ O
Im Juni 2020 wurde Aero von einem tschechisch-ungarischen Joint-Venture übernommen. 51 % hält Andras Tombor (ehemaliger Sicherheitsberater von Viktor Orbán), 49 % Omnipol, welche dem tschechischen Unternehmer Richard Hava gehört.

## Aero-Automobile
Das Unternehmen begann 1929 mit dem Bau von Automobilen. Das erste Modell Aero 10 basierte auf dem Enka von Břetislav Novotný. 1931 folgte der Typ Aero 18, 1933 der Aero 20. 
Seit 1934 wurden sportlich gezeichnete Fronttriebler mit den Typbezeichnungen Aero 30 und Aero 50 produziert. 
Die Aero-Modelle waren einfach, aber auch sehr zuverlässig. Sie wurden in einer Vielzahl von Motorsportveranstaltungen (Rallye Monte Carlo, 1000 Meilen der Tschechoslowakei) und Langstreckenfahrten eingesetzt. 
Die während des Krieges hergestellten Prototypen Pony und Rekord gingen nicht mehr in die Serienproduktion. Stattdessen wurde das bei Jawa in den Kriegsjahren entwickelte und anderweitig produzierte Zweizylindermodell (616 cm³, 15 kW) Jawa Minor II als Aero Minor vermarktet. Die Produktion endete 1951.

## Flugzeuge
- siehe Liste der Aero-Flugzeuge